# Erhard Ahlrichs
Erhard Ahlrichs (* 1959) ist ein deutscher Historiker und Autor.
Ahlrichs betreute jahrelang das Informationszentrum im Wurtendorf Ziallerns bei Tettens, Wangerland, Landkreis Friesland, Niedersachsen und ist Gründer einer Geschichtswerkstatt in Wangerland. Er verfasste mehrere Schriften zu regionalen Themen. Der Gymnasiallehrer unterrichtet an der Hermann Lietz-Schule, einem staatlich anerkannten Gymnasium mit Internat auf der Nordseeinsel Spiekeroog.

## Schriften
- Albertus Seba. Ostfriesische Landschaft (Ostfriesische Familienkunde, Heft 6), Aurich 1986, ISBN 3-925365-08-7.
- Ziallerns. Chronik eines Wurtendorfes. C.L. Mettcker & Söhne, Jever 1990, ISBN 3-87542-005-5.
- Horumersiel. Vom Sielort zum Nordseeheilbad. Isensee, Oldenburg 1992, ISBN 3-89442-130-4.
- Wüppels. Friesische Idylle im Wangerland. Isensee, Oldenburg 1994, ISBN 3-89442-201-7.
- zusammen mit Andreas Reiberg: Tettens / Wangerland. Ahlrichs und Reiberg, Wangerland 2005, ISBN 3-9810568-0-9.